# Kanton Lille-3
Der Kanton Lille-3 ist ein französischer Wahlkreis im Département Nord und im Arrondissement Lille. Er entstand 2015 durch ein Dekret vom 17. Februar 2014.

## Gemeinden
Der Kanton besteht aus zwei Gemeinden und Gemeindeteilen mit insgesamt 71.524 Einwohnern (Stand: 1. Januar 2022) auf einer Gesamtfläche von 10,59 km²:
| Gemeinde       | Einwohner 1. Januar 2022 | Fläche km² | Dichte Einw./km² | Code INSEE | Postleitzahl                      |
| -------------- | ------------------------ | ---------- | ---------------- | ---------- | --------------------------------- |
| Lille          | 50.156                   | 7,71       | 6.505            | 59350      | 59000, 59160, 59260, 59777, 59800 |
| Mons-en-Barœul | 21.368                   | 2,88       | 7.419            | 59410      | 59370                             |
| Kanton Lille-3 | 71.524                   | 10,59      | 6.754            | 5925       | –                                 |

1. ↑   Nur der östliche Teil der Gemeinde, der Rest verteilt sich auf die Kantone Lille-1, Lille-2, Lille-4, Lille-5 und Lille-6.